# Liste des députés fédéraux canadiens - W
Cet article contient la liste des députés actuels et anciens à la Chambre des communes du Canada dont le nom commence par la lettre W.
En plus du prénom et du nom du député, la liste contient :
- le parti que le député représentait lors de son élection ;
- le comté et la province où il fut élu.

## Wa
- Ian Waddell, Nouveau Parti démocratique, Vancouver Kingsway, Colombie-Britannique
- Jean Casselman Wadds, progressiste-conservateur, Grenville—Dundas, Ontario
- Fletcher Bath Wade, libéral, Annapolis, Nouvelle-Écosse
- John Chipman Wade, conservateur, Digby, Nouvelle-Écosse
- Claude Wagner, progressiste-conservateur, Saint-Hyacinthe, Québec
- Ian Grant Wahn, libéral, St. Paul's, Ontario
- Sam Wakim, progressiste-conservateur, Don Valley-Est, Ontario
- John Waldie, libéral, Halton, Ontario
- David Walker, libéral, Winnipeg-Nord-Centre, Manitoba
- David James Walker, progressiste-conservateur, Rosedale, Ontario
- Henry Joseph Walker, conservateur, Northumberland-Est, Ontario
- James Edgard Walker, libéral, York-Centre, Ontario
- John Walker (en), libéral, London, Ontario
- David Wardrope Wallace, libéral, London, Ontario
- John Wallace, libéral, Albert, Nouveau-Brunswick
- John Alexander Wallace, progressiste, Norfolk, Ontario
- Nathaniel Clarke Wallace, conservateur, York-Ouest, Ontario
- Robert Wallace, conservateur, Île de Vancouver, Colombie-Britannique
- Thomas George Wallace, conservateur, York-Centre, Ontario
- William Wallace, conservateur, Norfolk-Sud, Ontario
- Aquila Walsh, conservateur, Norfolk-Nord, Ontario
- Joseph Charles Walsh, libéral, Sainte-Anne, Québec
- Robert Nelson Walsh, conservateur, Huntingdon, Québec
- William Allen Walsh, conservateur, Mont-Royal, Québec
- Tom Wappel, libéral, Scarborough-Ouest, Ontario
- Mark Warawa, conservateur, Langley, Colombie-Britannique
- Alexander Bannerman Warburton, libéral, Queen's, Île-du-Prince-Édouard
- Henry Alfred Ward, conservateur, Durham-Est, Ontario
- William John Ward, progressiste, Dauphin, Manitoba
- Daniel Webster Warner, progressiste, Strathcona, Alberta
- Norman Melvin Warner, progressiste-conservateur, Stormont—Dundas, Ontario
- David Warnock, libéral, Macleod, Alberta
- Ralph Melville Warren, libéral, Renfrew-Nord, Ontario
- Judy Wasylycia-Leis, Nouveau Parti démocratique, Winnipeg-Nord-Centre, Manitoba
- Ian Watson, libéral, Châteauguay—Huntingdon—Laprairie, Québec
- Jeff Watson, conservateur, Essex, Ontario
- Lawrence E. Watson, progressiste-conservateur, Assiniboia, Saskatchewan
- Robert Watson, libéral, Marquette, Manitoba
- Robert James Watson, libéral, Parry Sound, Ontario
- Elsie Eleanore Wayne, progressiste-conservateur, Saint John, Nouveau-Brunswick

## We
- David Bennington Weatherhead, libéral, Scarborough-Ouest, Ontario
- George Dyer Weaver, libéral, Churchill, Manitoba
- George Robert Webb, progressiste-conservateur, Leeds, Ontario
- Roderick Arthur Ennis Webb, progressiste-conservateur, Hastings—Frontenac, Ontario
- William Hoste Webb, conservateur, Richmond—Wolfe, Québec
- Allan Ross Webster, progressiste-conservateur, Saint-Antoine—Westmount, Québec
- Arnold Alexander Webster, Nouveau Parti démocratique, Vancouver Kingsway, Colombie-Britannique
- John Webster (en), conservateur, Brockville, Ontario
- John Aaron Weese, conservateur, Prince Edward—Lennox, Ontario
- Oscar William Weichel, progressiste-conservateur, Waterloo-Nord, Ontario
- William George Weichel, conservateur, Waterloo-Nord, Ontario
- Gérard Weiner, progressiste-conservateur, Dollard, Québec
- Robert Weir, conservateur, Melfort, Saskatchewan
- William Gilbert Weir, libéral-progressiste, Macdonald, Manitoba
- John William Welbourn, libéral, Jasper—Edson, Alberta
- Charles Wesley Weldon, libéral, Cité et Comté de Saint-Jean, Nouveau-Brunswick
- Richard Chapman Weldon, conservateur, Albert, Nouveau-Brunswick
- Derek Wells, libéral, South Shore, Nouvelle-Écosse
- James Pearson Wells, libéral, York-Nord, Ontario
- Rupert Mearse Wells, libéral, Bruce-Est, Ontario
- William Welsh, libéral indépendant, Queen (Comté de), Île-du-Prince-Édouard
- Robery Lloyd Wenman, progressiste-conservateur, Fraser Valley-Ouest, Colombie-Britannique
- Edgard Jules Wermenlinger, conservateur, Verdun, Québec
- Anton Bernard Weselak, libéral, Springfield, Manitoba

## Wh
- Eugene Francis Whelan, libéral, Essex-Sud, Ontario
- Susan Whelan, libéral, Essex—Windsor, Ontario
- George Wheler, libéral, Ontario-Nord, Ontario
- Ross Whicher, libéral, Bruce, Ontario
- Howard Primrose Whidden, unioniste, Brandon, Manitoba
- Arthur Walter Adams White, libéral, Waterloo-Sud, Ontario
- Brian White, progressiste-conservateur, Dauphin—Swan River, Manitoba
- George Stanley White, Gouvernement national, Hastings—Peterborough, Ontario
- Gerald Verner White, conservateur, Renfrew-Nord, Ontario
- Harry Oliver White, progressiste-conservateur, Middlesex-Est, Ontario
- John White (1833-1894), conservateur, Hastings-Est, Ontario
- John White (1811-1897), libéral, Halton, Ontario
- John Franklin White, conservateur, London, Ontario
- Nathaniel Whitworth White, libéral-conservateur, Shelburne, Nouvelle-Écosse
- Peter White, conservateur, Renfrew-Nord, Ontario
- Randy White, réformiste, Fraser Valley-Ouest, Colombie-Britannique
- Robert Smeaton White, conservateur, Cardwell, Ontario
- Ted White, réformiste, North Vancouver, Colombie-Britannique
- Thomas White, conservateur, Cardwell, Ontario
- William Henry White, libéral, Victoria, Alberta
- William Thomas White, conservateur, Leeds, Ontario
- Joseph Whitehead, libéral, Huron-Nord, Ontario
- Harry B. Whiteside, libéral, Swift Current, Saskatchewan
- Dean Waldon Whiteway, progressiste-conservateur, Selkirk, Manitoba
- Rutherford Lester Whiting, libéral, Halton, Ontario
- Frederick Primrose Whitman, libéral, Mont-Royal, Québec
- George H. Whittaker, progressiste-conservateur, Okanagan Boundary, Colombie-Britannique
- John R. Whittaker, Nouveau Parti démocratique, Okanagan—Similkameen—Merritt, Colombie-Britannique

## Wi
- William Hannum Wightman, progressiste-conservateur, Scarborough-Ouest, Ontario
- Lewis Wigle, conservateur, Essex-Sud, Ontario
- Rupert Wilson Wigmore, unioniste, St. John—Albert, Nouveau-Brunswick
- Godfrey Stanley Wilbee, progressiste-conservateur, Delta, Colombie-Britannique
- Oliver James Wilcox, conservateur, Essex-Nord, Ontario
- Bryon Wilfert, libéral, Oak Ridges, Ontario
- Robert Wilkes, libéral, Toronto-Centre, Ontario
- Arthur Henry Williams, CCF, Ontario, Ontario
- Arthur Trefusis Heneage Williams, conservateur, Durham-Est, Ontario
- John G. Williams, réformiste, St. Albert, Alberta
- Errick French Willis, progressiste-conservateur, Souris, Manitoba
- Charles James McNeil Willoughby, progressiste-conservateur, Kamloops, Colombie-Britannique
- Crowell Wilson, libéral-conservateur, Middlesex-Est, Ontario
- Robert Duncan Wilmot, conservateur, Sunbury, Nouveau-Brunswick
- Charles Avila Wilson, libéral, Laval, Québec
- Geoff Wilson, progressiste-conservateur, Swift Current—Maple Creek, Saskatchewan
- Gordon Crooks Wilson, conservateur, Wentworth, Ontario
- James Crocket Wilson, libéral-conservateur, Argenteuil, Québec
- James Robert Wilson, unioniste, Saskatoon, Saskatchewan
- John Henry Wilson, libéral, Elgin-Est, Ontario
- Lawrence Alexander Wilson, libéral, Vaudreuil—Soulanges, Québec
- Michael Holcombe Wilson, progressiste-conservateur, Etobicoke-Centre, Ontario
- Norman Frank Wilson, libéral, Russell, Ontario
- Uriah Wilson, conservateur, Lennox, Ontario
- Herbert Earl Wilton, conservateur, Hamilton-Ouest, Ontario
- Harold Edward Winch, CCF, Vancouver-Est, Colombie-Britannique
- William C. Winegard, progressiste-conservateur, Guelph, Ontario
- Eric Alfred Winkler, progressiste-conservateur, Grey—Bruce, Ontario
- Howard Waldemar Winkler, libéral, Lisgar, Manitoba
- Robert Henry Winters, libéral, Queens—Lunenburg, Nouvelle-Écosse
- John Wise, progressiste-conservateur, Elgin, Ontario
- John Philip Wiser, libéral, Grenville-Sud, Ontario
- Andrew Witer, progressiste-conservateur, Parkdale—High Park, Ontario
- Henry Buckingham Witton, conservateur, Hamilton, Ontario

## Wo
- Andrew Trew Wood, libéral, Hamilton, Ontario
- Bob Wood, libéral, Nipissing, Ontario
- Donald Paul Wood, libéral, Malpeque, Île-du-Prince-Édouard
- Edmund Burke Wood, libéral, Brant-Sud, Ontario
- George Ernest Wood, libéral, Brant, Ontario
- John Fisher Wood, libéral-conservateur, Brockville, Ontario
- Josiah Wood, conservateur, Westmorland, Nouveau-Brunswick
- Robert James Wood, libéral, Norquay, Manitoba
- Robert John Woods, progressiste, Dufferin, Ontario
- James Shaver Woodsworth, travailliste, Winnipeg-Centre, Manitoba
- Douglas Benjamin Woodworth, libéral-conservateur, Kings, Nouvelle-Écosse
- Eldon Woolliams, progressiste-conservateur, Bow River, Alberta
- Thomas Workman, libéral, Montréal-Centre, Québec
- Arthur Norreys Worthington, conservateur, Sherbrooke (Ville de), Québec
- Dave Worthy, progressiste-conservateur, Cariboo—Chilcotin, Colombie-Britannique

## Wr
- Jack Wratten, progressiste-conservateur, Brantford, Ontario
- Aaron Abel Wright, libéral, Renfrew-Sud, Ontario
- Alonzo Wright, libéral-conservateur, Ottawa (Comté d'), Québec
- Amos Wright, libéral, York-Ouest, Ontario
- David McKenzie Wright, conservateur, Perth-Nord, Ontario
- Frederick Wright, progressiste-conservateur, Calgary-Nord, Alberta
- Henry Oswald Wright, unioniste, Battleford, Saskatchewan
- Percy Ellis Wright, CCF, Melfort, Saskatchewan
- William Wright, conservateur, Muskoka, Ontario
- William McKay Wright, libéral-conservateur, Pontiac, Québec
- Borys Wrzesnewskyj, libéral, Etobicoke-Centre, Ontario

## Wy
- William Duncan Wylie, Crédit social, Medicine Hat, Alberta